# Ivan Mihalović
Ivan Mihalović (Baja, 1820. - Baja, 1877.) bunyevác tanár szülővárosában.
1872-ben tankönyvet adott ki horvát nyelven, amelynek címe: Magyarországi horvátok. Majd két évvel később a Gyakorlati Ilir nyelvtan könyvét (Slovnica ilirskog jezika, Baja, 1874., 1881.).